# Freight Train Blues
Freight Train Blues – tradycyjna piosenka folkowa, która zawdzięcza swoją formę Johnowi Liarowi. Została adaptowana i przearanżowana przez Boba Dylana i nagrana przez niego na pierwszym albumie Bob Dylan w listopadzie 1961.

## Historia utworu
Autorstwo utworu jest nieznane. Jednak dyskograf Boba Dylana Michael Krogsgaard twierdzi, iż autorem tego bluesa jest góral z Appalachów John Liar, który został zainspirowany stukotem pociągu, przejeżdżającym zawsze o północy przez te wiejskie okolice. Osobiście powiedział to także podczas wywiadu, który przeprowadziła z nim Dorothy Horstman. Wywiad ten został opublikowany w jej książce Sing Your Heart Out, Country Boy w 1975 r.

## Wersje Boba Dylana
Niezależnie od tego, czy blues ten został skomponowany przez Liara lub jest dziełem anonimowym, tekst Dylana różni od wersji ogólnie znanych.
W książce No Direction Home: The Life and Music of Bob Dylan (1986) znajduje się m.in. fragment, w którym Robert Shapiro wspomina, co powiedział mu sam Dylan na temat tego utworu. Otóż Dylan powiedział, że nauczył się tej szybkiej piosenki z płyty Roya Acuffa. Sam Shapiro jednak podejrzewał Dylana o posłużenie się wersją Ramblin’ Jacka Elliotta.
Dylan nie wykonywał tego utworu zbyt często. Oprócz nagrania na pierwszym albumie, kompozycja ta została nagrana pod koniec 1962 r. w niezidentyfikowanym klubie folkowym w Nowym Jorku.

## Inne wersje
- Frank Warner – utwór ten nagrał na albumie Come All You Good People (1976)
- Ella Jenkins – album Seasons for Singing (1979)
- Roy Acuff – album King of Country Music (1982)
- Doc Watson i Merle Watson – Pickin' the Blues (1985)
- Webb Pierce – Unavailable Sides (1950-1951) (1994)
- Doc Watson – Watson Country (1996)
- Ramblin’ Jack Elliott – Kerouac Last Dream (1997)